# Фисинин, Владимир Иванович
Влади́мир Ива́нович Фиси́нин (род. 20 декабря 1939 года в совхозе 358 Любинского района Омской области) — российский учёный в области промышленного птицеводства и организации сельскохозяйственной науки. Действительный член (академик) Россельхозакадемии (1988), профессор (1980), доктор сельскохозяйственных наук (1979), первый вице-президент Россельхозакадемии.

## Биография
Окончил Омский сельскохозяйственный институт, с 1962 по 1964 годы работал там же ассистентом кафедры животноводства. В 1964—1967 годах работал в Тюкалинском птицесовхозе зоотехником-селекционером, затем заместителем директора по производству. С 1967 по 1971 годы возглавлял Западно-Сибирскую зональную опытную станцию по птицеводству. С 1971 года по настоящее время — директор Всесоюзного (с 1991 г. — Всероссийского) НИТИ птицеводства, одновременно в 1987—1991 годах — генеральный директор Всесоюзного НПО «Союзптицепром». С 1991 года — генеральный директор Межрегионального научно-технического центра по птицеводству. В 2002 году избран первым вице-президентом РАСХН. Член Международного клуба агробизнеса.
В течение 18 лет избирался вице-президентом Всемирной научной ассоциации по птицеводству (США, Бразилия, Япония, Нидерланды). Президент Российского птицеводческого союза, член Межведомственной рабочей группы по приоритетному национальному проекту «Развитие АПК» при Совете при Президенте Российской Федерации по реализации приоритетных нацпроектов. Почётный академик Академии наук РБ. Почётный гражданин Сергиево-Посадского района.
Область научной деятельности: частная зоотехния, птицеводство.

## Основные публикации
В. И. Фисинин опубликовал около 500 научных трудов, в том числе 60 книг и брошюр, из них 9 монографий. Имеет более 115 патентов и авторских свидетельств на изобретения. Ряд трудов опубликован за рубежом.
Книги:
- «Промышленное птицеводство» (Соавт.: В. Н. Агеев и др.). М.: Колос, 1978. — 399 с.
- «Мясное птицеводство» (Соавт.: Т. А. Столляр, Г. А. Тардатьян). М.: Россельхозиздат, 1981. — 270 с.
- «Производство бройлеров» (Соавт.: Т. А. Столляр). М.: Агропромиздат, 1989. — 184 с.
- «Эмбриональное развитие птицы» (Соавт.: И. В. Журавлев, Т. Г. Айданян). М.: Агропромиздат, 1990. — 240 с. — (Науч. тр. ВАСХНИЛ).
- «Биохимические и физиологические аспекты взаимодействия витаминов и биоэлементов» (Соавт.: Ю. И. Микулец и др.). ВНИТИ ин-т птицеводства. — Сергиев-Посад, 2002. — 191 с.
- «Кормление сельскохозяйственной птицы» (Соавт.: И. А. Егоров и др.). ВНИТИ птицеводства. — Сергиев Посад: 2003. — 375 с.
- «Промышленное птицеводство». (Под общей редакцией академика РАСХН В. И. Фисинина). Сергиев-Посад: 2005 г. — 599 с.
- «Птицеводство стран мира в конце XX века». (Соавт. С. А. Данкверт и др.) М.: 2005 г. — 338 с.
- «Адаптация агроэкосферы к условиям техногенеза» (Соавт. Р. Г. Ильязов и др.). Казань.: 2006 г.- 668 с.

## Награды
- Орден «За заслуги перед Отечеством» IV степени (6 апреля 2010 года) — за большой вклад в развитие сельскохозяйственной науки и многолетнюю плодотворную деятельность[2]
- Орден Почёта (2006 год)
- Орден Ленина (1986)
- Орден Трудового Красного Знамени (дважды, в 1975 и 1981 годах)
- Кавалер Ордена «Сельскохозяйственных заслуг» (Франция) (2003)
- Заслуженный деятель науки Российской Федерации (1999 год)
- Лауреат Государственной премии Российской Федерации в области науки и техники за сохранение и рациональное использование генетических ресурсов кур (1995 год)
- Дважды награждался Премиями Совета Министров СССР (1979 год, 1990 год), золотыми и серебряными медалями ВДНХ и ВВЦ.

## Участие в важных научно-практических проектах
Входит в число разработчиков ресурсосберегающих конкурентоспособных технологий производства элитной племенной продукции; метода принудительной линьки кур; многочисленных разработок по технологии производства яиц и мяса птицы, нормированного кормления. Соавтор российских кроссов мясных кур «Смена-7», «Конкурент-3», «Сибиряк», а также яичных кроссов «Родонит», «Радонеж» и «Птичное». Принимал участие в создании самой крупной в мире коллекции генофонда редких и исчезающих пород кур. Создатель научной школы «Биологические и генетические основы селекции, кормления и технологии содержания птицы».
Под научным руководством академика РАСХН В. И. Фисинина защищено 10 докторских и 18 кандидатских диссертаций.